# Danh sách sân bay tại Brunei
Đây là danh sách các sân bay hoạt động tại Brunei:

## Các sân bay
| Thành phố           | Quận              | ICAO | IATA | Tên sân bay              | Vị trí địa lý                                  |
| Bandar Seri Begawan | Quận Brunei-Muara | WBSB | BWN  | Sân bay quốc tế Brunei   | 04°56′39″B 114°55′42″Đ / 4,94417°B 114,92833°Đ |
| Seria / Anduki      | Quận Belait       | WBAK |      | Căn cứ không quân Anduki | 04°38′12″B 114°22′52″Đ / 4,63667°B 114,38111°Đ |